# 윤복원
윤복원(尹福源, 영어: Bokwon Yoon, 1968년~)은 대한민국에서 태어나 미국에서 활동하는 과학자이다. 1986년 서울대학교 물리학과에 입학하여 1990년에 대학을 졸업했다. 프랑스 파리 11대학에서 1993년 DEA(Diplôme d'études approfondies) 학위를 취득했고, 같은 대학에서 1997년에 고체물리학 전공 박사학위를 받았다. 1999년부터 미국의 조지아 공대 (Georgia Institute of Technology) 물리학과 전산재료과학센터(Center for Computational Materials Science)의 연구원으로 재직하고 있다. 나노클러스터 연구를 하고 있다. <사이언스>, <네이처>등 저명 과학저널에 다수의 논문을 발표했다. 2023년에 그가 집필해 출간한 <우주탐사의 물리학>은 2023년에 아시아태평양이론물리센터가 선정한 2023년 올해의 과학도서로 선정되었고, 같은 해 문화체육관광부 산하 한국출판문화산업진흥원이 주관하는 세종도서 학술부문에도 선정되었다.